# 莽原文学奖
莽原文学奖是由《莽原》杂志社设立的年度文学奖，从该杂志当年所发的作品中，由评审专家评选出获奖作品。

## 2013年度
- 长篇小说

王俊义《第七个是灵魂》
- 中篇小说

乔叶《在土耳其合唱》、张宇《在路上》、傅爱毛《疯子的墓园》、周如钢《去莫斯科的蚂蚁》
- 散文

吴长忠《穷家之乐》、邵丽《阅人》、鲁枢元《日记：我的八十年代文学记忆》
- 诗歌

王猛仁《冷香》、袁卫平《禅心如此》

## 2014年度
- 长篇小说

傅爱毛《问身》
- 中篇小说

李洱《从何说起呢》
墨棣《福窝儿》
张乐朋《走满风中的步子》
- 短篇小说

李佩甫《麻雀在开会》
宋志军《世情物语》
- 散文

丁燕《我的“生产”运动》
孙青瑜《亡父不知亲人痛》
- 评论:

何向阳《天堂里的读书人》
何弘《新力量的崛起》。

## 2015年度[1]
- 长篇小说

李骏虎《众生之路》
奚榜《下策》
- 中篇小说

陈克海《豹子不再咆哮》
陈家桥《局外人》
- 散文随笔

南丁《嫁衣》
周大新《小说与欲望》
乔叶《在场漫想》
鱼禾《失踪谱》
- 诗歌

王猛仁《隔岸烟花》
简单《人物记》
- 新人作品

尚攀《同路人》

## 2016年度[2]
- 长篇小说

玉米《廉官》
- 中篇小说

张乐朋《王琴的资格楼》、赵俊杰《钟实》、田君《周末快递》
- 短篇小说

周洁茹《抱抱》、寒郁《我们都很孤独》、陈鹏《清白》
- 散文随笔

邵丽《陈年旧事》、冯杰《赶集记》
- 非虚构作品

刘辉《在远方的那些女人》

## 2017年度
- 长篇小说

胡军生《套牢》
- 中篇小说

子弋《择日宣判》
张夏《牵着黄狗上深圳》
- 短篇小说

叶弥《下一站是天堂》
乔叶《说多就没意思了》
李清源《准提庵街的钉子户》
李立《江湖再见》
- 诗歌

董林《画框中的远方》
- 随笔

杨东明《讲给天国里的南丁》
- 非虚构作品

王小忠《遥远的香巴拉》

## 2019年度[3]
- 小说

赵大河《我想把孩子生下来》
非鱼《我们的关系》
方荻《天马行空》
陈铁军《挣钱记》
胡炎《失忆者》
窦志坚《抛物线》
陈德谟《隐痛》
河冰《教授》
- 诗歌

高凯《初春纪事》(组诗)
- 散文

王俊义《寨与树》

## 2020年度[4]
- 中篇小说

殷德杰、水兵《第一书记》
步兵《布局》
梁爽《双胞胎》
麓麓《一幅画的距离》
苒小雨《苏七月的七月》
- 短篇小说

陈修平《局里局外》
赵红都《非洲木雕》
- 散文

吴云骊《母亲》
葛道吉《沁园春》
- 诗歌

邓万鹏《星光多么轻》

## 2021年度
- 小说

王建平《最后的红盔头》
王娅《乐卫玛》
祁娟《消失的顿河》
邵远庆《马六甲案件始末》
谷凡《赵娥的北京》
- 散文

庞新智《野狐禅》
- 诗歌

姚大军《童年的时光》